# 克罗纳赫
克罗纳赫（德語：Kronach，發音：[ˈkʁoːnax] ⓘ）是德国巴伐利亚州上弗兰肯行政区克罗纳赫县的城市，也是克罗纳赫县的县治，面积66.98平方千米，2023年12月31日人口为16,924人。